# Костин, Иван Петрович
Ива́н Петро́вич Ко́стин (1781—1856) — российский общественный деятель, градоначальник Петрозаводска, купец.

## Биография
Родился в крестьянской семье.
Имел двухэтажный каменный дом в Петрозаводске, занимался торговлей продовольствием и судовым промыслом. Выполнял государственные подряды по доставке продукции Александровского завода в Санкт-Петербург.
В 1826—1829 годах — городской голова Петрозаводска.
В составе делегации Олонецкой губернии присутствовал 22 августа 1826 года на коронации императора Николая I. Был награждён памятной серебряной медалью в память коронации.
И. П. Костин был награждён золотой медалью «За отличие».

## Семья
Жена — Прасковья Егоровна (1791—1842), урождённая Псковитинова. Дочь Ольга (род. 1822).